# Anatopynia cana
Anatopynia cana är en tvåvingeart som först beskrevs av Freeman 1959.  Anatopynia cana ingår i släktet Anatopynia och familjen fjädermyggor. Inga underarter finns listade i Catalogue of Life.